# Gary, Minnesota
Gary är en ort i Norman County i Minnesota. Vid 2010 års folkräkning hade Gary 214 invånare.